# Kocel
Kocel (az egykorú és későbbi forrásokban Chozil, Chozilo), (833 körül – 873 előtt) az Alsó-pannoniai grófság vezetője (861–873 előtt), tulajdonképpen comese, Pribina fia. Édesanyja bajor nemesi családból való. Apja ugyan pogány volt Kocel születésekor, de őt már keresztényként nevelték.

## Élete
Miután I. Mojmír elűzte őket, követte apját a száműzetésbe, amíg 838 után, de gyakorlatilag 847-től apja comesi rangban frank hűbéres lett. A Conversio szerint grófi tisztsége és Mosaburg 961-ben Kocelre szállt "apja halála után, akit a morvák megöltek," ugyanakkor a hatalomra kerülése összefügghet a Német Lajos és fia, Karlmann közötti háborúskodással is. 862-ben Rasztiszláv szövetségeseiként a magyarok is megütköztek a frankokkal.
Kocel folytatta a kereszténység terjesztését a dunántúli szlovének és más népek között. Amikor átvette a tisztséget, tartománya a Salzburgi Érsekség egyik esperessége volt szintén Mosaburg központtal. Kocel szeretett volna saját püspökséget. Erre nem sokkal azután nyílt lehetősége, amikor a Rómában járt Metódot a pápa visszaküldte a Pannoniára és a szomszédos Morva Fejedelemségre kiterjedő hatáskörrel, mint térítő papot. II. Adorján pápa ekkor még vonakodott püspökké kinevezni, I. Borisz bolgár kán 870-ben véglegesen a konstantinápolyi patriarchátus görög rítusú kereszténysége mellett döntött, ekkor görög metropolitát kapott, alá 10 püspökséget szerveztek. A pápa ezért kinevezte Metódot sirmiumi püspökké, felújítva az utoljára az avarok előtt 582-ben említett sirmiumi érsekséget, amely akkor Moesia és Pannónia felett gyakorolt fennhatóságot. Az új püspökség székhelye nem tartozott Kocel területéhez, hanem bolgár uralom alatt volt már évtizedek óta. A pápa egyik célja nyilván a bolgárok visszatérítése volt. Sirmium ekkor valószínűleg már bolgár püspöki székhely lett, bár erre közvetlen adat csak a 10. századból van, de a nála jelentéktelenebb Belgrád esetében már 878-ból. Sirmium kulcsfontosságú volt a bolgárok számára a tiszántúli és a Duna–Tisza közi területei megtartása szempontjából.
Kocel leszármazott nélkül halt meg. Metód kiszabadulásakor, 873-ban már nem volt életben. Utóda Gozwin lett Pannónia élén. A tartomány vezetőit ekkortól a keleti frank király nevezte ki, s Pannónia elvesztette mind gazdasági és katonai jelentőségét, területét a honfoglaló magyarok 899 és 902 között vették birtokukba.